# CAB International
Le CAB International ou CABI (pour Centre for Agricultural Bioscience International) est une organisation créée en 1910 sous le nom de Commonwealth Agricultural Bureau. En 2018, son siège social est à Wallingford au Royaume-Uni. 
CABI compte des membres dans 45 pays et dispose de bureaux un peu partout dans le monde, dont aux États-Unis, en Suisse (depuis 1948), ou encore au Pakistan (depuis 1957), en Malaisie (depuis 1988), en Chine (où CABI est présent depuis 1980) et en Afrique (Ghana depuis 1995 et au Kenya depuis 1995), au Brésil (depuis 2010), à Trinité-et-Tobago (depuis 1946).

## Gouvernance
L'organisation est divisée en trois unités, chacune consacrée à des activités spécifiques, mais toutes liées à la recherche scientifique.

## Activités
Le groupe soutient des projets de développement agricole ou traitant de questions environnementales dans de nombreux pays. 

Il offre des documents et conseils à des chercheurs, aux étudiants et aux praticiens (agronomes, vétérinaires, formateurs, sylviculteurs...).
Les principaux thèmes traités pour la période récente ont notamment été :
- les cultures vivrières ;
- les espèces envahissantes ;
- la vulgarisation scientifique.

Les projets spécifiques concernent :
- le diagnostic des maladies des plantes et/ou d'attaques de ravageurs,
- le développement de méthodes de contrôle
- la formation des agriculteurs
- la diffusion de meilleures pratiques agricoles ou agroenvironnementales.

Par exemple, 
- de 1989 à 2002, avec le Silwood Park (agro-campus de l'Imperial College London, l'IPARC (un consortium international sur les pesticides[2]) et le CPB, CABI a participé à un Programme dit « LUBILOSA » de contrôle biologique par la recherche d'un nouveau biopesticide (utilisant une molécule produite par un champignon)
- Un nouveau projet (2013) dit PROTEINSECT porte sur l'utilisation d'élevages d'insectes comme source de protéines animales pour l'élevage animal[3].

## Agro-mycologie
CABI dispose d'une collection entretenue de plus de 28 000 échantillons de champignons (pathogènes ou non) prélevés partout dans le monde. 

Il utilise cette ressource pour mener à bien l'identification microbienne, la conservation des souches, déposer des brevets d'usages en biotechnologies, faire de la formation et du conseil.
Ce service est basé dans les bureaux et laboratoires d'Egham, en Angleterre. Au début de 2009, il a été annoncé que les mycothèques de CABI allaient être fusionnées avec celles des jardins botaniques royaux de Kew.

## L'édition scientifique
La division édition de CABI, principalement basée au siège de Wallingford en Angleterre, publie des livres, et des bases de données (comme CAB Direct) avec de nombreuses ressources en ligne (AgBiotechNet, Animal Science Database, Environmental Impact Forest Science Database, Leisure Tourism Database, Nutrition and Food Sciences Database, VetMed Resource). 
Les domaines concernés sont l'agriculture, la biologie végétale, les biotechnologies, les sciences vétérinaires, les sciences de l'environnement, l'alimentation, la nutrition ou encore le tourisme.

## Base de données
Une division dite CABI's database Global Health est consacrée aux bases de données. 
C'est une des seules ressources bibliographiques spécialisées comprenant une indexation et des résumés sur le thème de la recherche en santé publique et la recherche appliquée dans ce domaine ; des fiches détaillées, des images et d'autres ressources sont également fournies. Elles contiennent des publications de près de 160 pays en 50 langues environ. 
Tous les articles non-anglophones pertinents sont traduits pour améliorer l'accès à la recherche, service qui n'est offert par aucun autre base de données. 
Les 4 bases de données principales sont :
1. CAB Abstracts et CAB Abstracts Archive (350 000 résumés ajoutés chaque année, pour plus de 7 millions d'items) ;
2. Global Health et Global Health Archive.

CAB Abstracts et Global Health sont deux des plus grandes bases de données bibliographiques du monde dans les sciences dites « Sciences de la vie ».
En 2010, CABI est devenu l'une organisation soutenant officiellement la santé pour tous d'ici à 2015, dans le cadre de ses activités visant à améliorer la disponibilité et l'usage des informations concernant la santé publique dans les pays à faible revenu.